# Melody.
melody.（1982年2月24日—）生於美國夏威夷，是日本流行樂的女歌手及電視節目主持人。於2003年2月2日以「Dreamin' Away」出道，為Toy's Factory旗下的歌手。

## 經歷
melody.為出生在美國夏威夷的日本人。雙親十分喜歡音樂，因而給予她 Melody（旋律）的英文名稱，從小就在音樂英才教育下成長，替她奠下深固的音樂基礎。Melody.除了能說一口流利的英文，也會鋼琴、爵士舞，由此可見其多才多藝，她會參與歌詞的創作，也譜寫全英文詞。因為她的好英文，讓她得到了主持NHK「J-MELO」的機會。
2009年3月26日與視覺系歌手雅-miyavi-結婚，且懷有身孕。
2009年7月29日，雖然經過難產但還是平安生下女兒，孩子命名為「石原愛理」。
2010年10月21日早產但也是平安的生下第二個女兒，孩子命名為「石原希理」。
2021年2月24日，MIYAVI在Instagram上發文自己又有了一個兒子。

## 事業
- 2003年2月2日，發行首張單曲「Dreamin' Away」，6月18日發行第二張單曲「Simple As That／Over The Rainbow」，單曲中的歌曲Over The Rainbow為三菱汽車廣告曲，因而讓她的人氣大增。因為她的好英文，受到m-flo的邀請參與歌曲演唱，10月22日以m-flo loves Melody. &山本領平的名義發行單曲「miss you」，單曲打入Oricon TOP10，使得Melody.的人氣再度上漲。

- 2004年1月22日，發行首張專輯「Sincerely」，專輯成功拿下Oricon第三名。6月9日發行第4張單曲「Believe me」，單曲發行當天分為日文版、英文版（期間限定生產），因而引發話題。
- 2005年8月17日，發行第6張單曲「realize／Take a Chance」，歌曲realize為日劇「東大特訓班」插入曲，該單曲拿下Oricon單曲榜第六名。
- 2006年4月12日，發行第2張專輯「Be as one」，專輯拿下Oricon第五名。6月30日～7月17日展開首次巡迴演唱「Be as one TOUR 2006」。
- 2007年3月28日，再度與m-flo合作，參與m-flo專輯「COSMICOLOR」中的歌曲－「STUCK IN YOUR LOVE」。
- 2007年7月4日，發行第3張專輯[Ready To Go]，專輯拿下第六名。讓Melody.成功連續三張專輯都打入TOP10。
- 2008年2月13日，發行第11張單曲「遙花～はるか～」，歌曲遙花～はるか～為日劇「最喜歡你!!柚子的育兒日記（だいすき!!）」主題曲，該單曲拿下Oricon單曲榜第十名。為第二張打入Oricon TOP10的單曲。
- 2008年4月9日，發行第4張專輯「Lei Aloha」。
- 2008年9月，自J-MELO畢業，停止在J-MELO主持的工作。
- 2008年10月8日，發行首張精選輯「The Best of Melody.～Timeline～」
- 2008年10月22日，在網誌中宣佈為了達成兒時成為洋服設計師的夢想，於2009年1月正式引退。
- 2009年1月12日，官方網站正式關閉。

## 作品

### 單曲
1. Dreamin' Away（2003年2月19日）#33
2. Simple As That／Over The Rainbow（2003年6月18日）#29
3. Crystal Love（2003年11月27日）#34
4. Believe me（2004年6月9日）#30
  - 日文版、英文版（期間限定生産）同時發行。
5. Next to You（2005年1月12日）#14
6. realize／Take a Chance（2005年8月17日）#6
7. see you…（2006年2月15日）#19
8. Lovin' U（2006年11月8日）#16
9. Finding My Road（2007年2月14日）#14
  - CD+DVD為限定盤，收錄歌曲PV。
10. Love Story（2007年5月30日）#21
11. 遥花～はるか～（2008年2月13日）#10

### 專輯
1. Sincerely（2004年1月21日）#3
2. Be as One（2006年4月12日）#5
3. Ready to Go!（2007年7月4日）#6
4. Lei Aloha（2008年4月9日）#15
5. The Best of Melody.～Timeline～（2008年10月8日）#4

### DVDs
1. First Visual Issue～clips and more～Sincerely Yours（2004年5月12日）
2. Be as one TOUR 2006 Live & Document（2006年11月8日）

### 專輯參與
1. m-flo loves Melody. &山本領平「miss you」（2003年10月22日）
2. m-flo「COSMICOLOR」（2007年3月28日）第4首「m-flo loves Melody. - STUCK IN YOUR LOVE」
3. m-flo「electriCOLOR -COMPLETE REMIX-」（2007年9月26日）第6首「STUCK IN YOUR LOVE -AKAKAGE's Tropical Smile-」
4. Various Artists「popular music～筒美京平トリビュート～」（2007年7月11日）第10首「真夏の出来事」
5. 田中ロウマ（田中龍馬）feat. Melody.「Boyfriend / Girlfriend」（2008年4月30日）

## 相關連結
- 官方網誌
- 唱片公司網站 （页面存档备份，存于）
- Oricon （页面存档备份，存于）